# Світло й тіні (Дискавері)

## Про епізод
Світло й тіні — двадцятий епізод американського телевізійного серіалу «Зоряний шлях: Дискавері» та сьомий в другому сезоні. Епізод був написаний Тедом Салліваном й Воном Вілмоттом, а режисувала Марта Каннінгем. Перший показ відбувся 28 лютого 2019 року. Українською мовою озвучено студією «ДніпроФільм».

## Зміст
В особистому щоденнику Майкл розмірковує щодо троїстості усіх проблем — минуле, теперішнє і майбутє. І що Червоний Ангел — це антропоїдна істота — такою її розгледів Сару. Пайк відпускає Бернем на Вулкан — аби краще дізнатися можливі основи вчинків Спока.
Тіллі визначає надзвичайно високу присутність тахіонних часток — як при вибуху наднових. «Дискавері» зіштовхується з аномалією часу під час дослідження сигналу Червоного Ангела над Камінаром. Просто перед кораблем виникає розлом у часі. Пайк і Тайлер досліджують аномалію в човнику, посилаючи у неї зонд.
Майкл прибуває на Вулкан до названого батька посла Сарека. Її стрічає названа мати Аманда — Сарек медитує в надії повернути сина.
Раніше запущений зонд незабаром атакує їх, і перед тим Пайк бачить — як він стріляє на ураження в Еша Тайлера. Сару пропонує для порятунку Пайка і Тайлера залучити Стамеца — завдяки ДНК «тихоходок» він володіє «часовою стійкістю».
Аманда за наполяганням Майкл привозить їх до таємного укриття — там Спок і він увесь час повторює якийсь текст — це Доктрина логіки — й пише певні числа. Після суперечки Сарек каже Майкл — відвезти Спока капітану Ліланду з Відділу-31. Майкл змушена виконати наказ Сарека — і відвозить його до Відділу-31. Лікарі відділу 31 стверджують, що можуть йому допомогти. Бернем у приватній розмові повідомляє Ліланду — Сарек з дитинства був схильним до стану, схожого на дислексію. В присутності Сарека Майкл розуміє — повторювані названим братом числа необхідно сприймати в зворотньому порядку.
Стамец намагається вирахувати місце знаходження човника при нелінійному плині часу по залищеним ним слідам. Тепер модуль модернізований майбутніми технологіями, і згідно зі спектральним аналізом перебував у розломі 500 років. Мацаки модуля захоплюють Тайлера — Пайк відстрелює їх. Один мацак актономно встромляється у панель управління й маніпулює із даними. Тіллі переносить Стамеца на човник в часовий розлом згідно із розрахунками вченого. Човник виходить із часового розлому із модулем на борту. Модуль сканує усі дані «Дискавері». Човник без палива починає знову затягувати у розлом.
Джорджі попереджає Майкл — Спок не переживе екстрактор пам'яті, який Відділ-31 планує використовувати при маніпуляціях з його мозком. Імператорка і Бернем симулюють напад й боротьбу. Пайк на човнику запускає програму самознищення. Екіпаж човника встигають перенести до вибуху — однак Ейріам виявляється інфікованою комп'ютерною системою з майбутнього.
Бернем і Спок утікають з корабля Відділу-31. Пайк дякує Ешу за допомогу й частково визнає його правоту — Тайлер у відповідь також частково визнає дії Крістофера правильними. Кораблі Відділу-31 розшукують втікачів — Бернем сховала човник на одному з астероїдів. Згідно запиту Майкл комп'ютер човника проаналізував цифри Спока і повідомив — це координати планети Талос-4. Бернем рушає до цієї планети.

## Сприйняття та відгуки
Станом на квітень 2021 року на сайті «IMDb» серія отримала 7.2 бала підтримки з можливих 10 при 2763 голосах користувачів. На «Rotten Tomatoes» 73 % схвалення при відгуках 11 експертів. Резюме виглядає так: «Функціональна і зосереджена на сімейних темах, серія грамотно закладає основу для нових захоплюючих епізодів Дискавері».
Оглядач «IGN» Скотт Коллура зазначав: «Після дражніння ним протягом півсезону, „Зоряний шлях: Дискавері“ нарешті дав нам Спока у виконанні Ітана Пека… Хоча він насправді не той Спок, якого ми пам'ятаємо і любимо. Ні, ця нерозумна, психічно порушена версія знакового персонажа, безумовно, інша, погіршена, очевидно, його взаємодією з Червоним Ангелом. І на жаль, у цій формі він також різко інертний й нецікавий, що створює відштовхуючий дебют для цієї версії персонажа».
В огляді Раяна Брітта для «Den of Geek» зазначено: «Що робить Відділ 31? І чи Джорджі говорила Бернем правду про пристрій, який вони збиралися використовувати на Споку, ачи вона маніпулювала Майкл? Я маю на увазі, що вона завжди маніпулює Майкл, але чи використовувала вона правду, щоб зробити це в даному випадку?».
Деррен Френіч в огляді для «Entertainment Weekly» зазначав: «„Світло і тіні“ підтверджує, що таємниче багряне божество — це мандрівник з майбутнього. Чи знає цей мандрівник роль Талоса-IV у подальшому житті Спока? Мені стає трохи неприємно, коли будь-який приквел „Зоряного шляху“ починає обертатися навколо часової шкали».

## Знімались
- Сонеква Мартін-Грін — Майкл Бернем
- Даг Джонс — Сару
- Ентоні Репп — Пол Стамец
- Мері Вайзман — Сільвія Тіллі
- Шазад Латіф — Еш Тайлер
- Енсон Маунт — Крістофер Пайк
- Мішель Єо — Філіппа Джорджі
- Джеймс Фрейн — Сарек
- Міа Кіршнер — Аманда Грайсон
- Ітан Пек — Спок
- Алан Ван Спренг — Ліланд
- Ганна Чізман — лейтенантка Ейріам
- Емілі Коуттс — Кейла Делмер
- Патрік Квок-Чун — Ріс
- Ойін Оладейо — Джоан Овосекун
- Ронні Роу — лейтенант Брайс